# Abbaye Notre-Dame de Lyre
Pour les articles homonymes, voir Abbaye Notre-Dame et Lyre (homonymie).
L'abbaye Notre-Dame de Lyre est un ancien monastère bénédictin de Normandie. Fondée en 1046 à La Vieille-Lyre (Eure), elle disparait à la Révolution française.

## Histoire

### Fondation et apogée

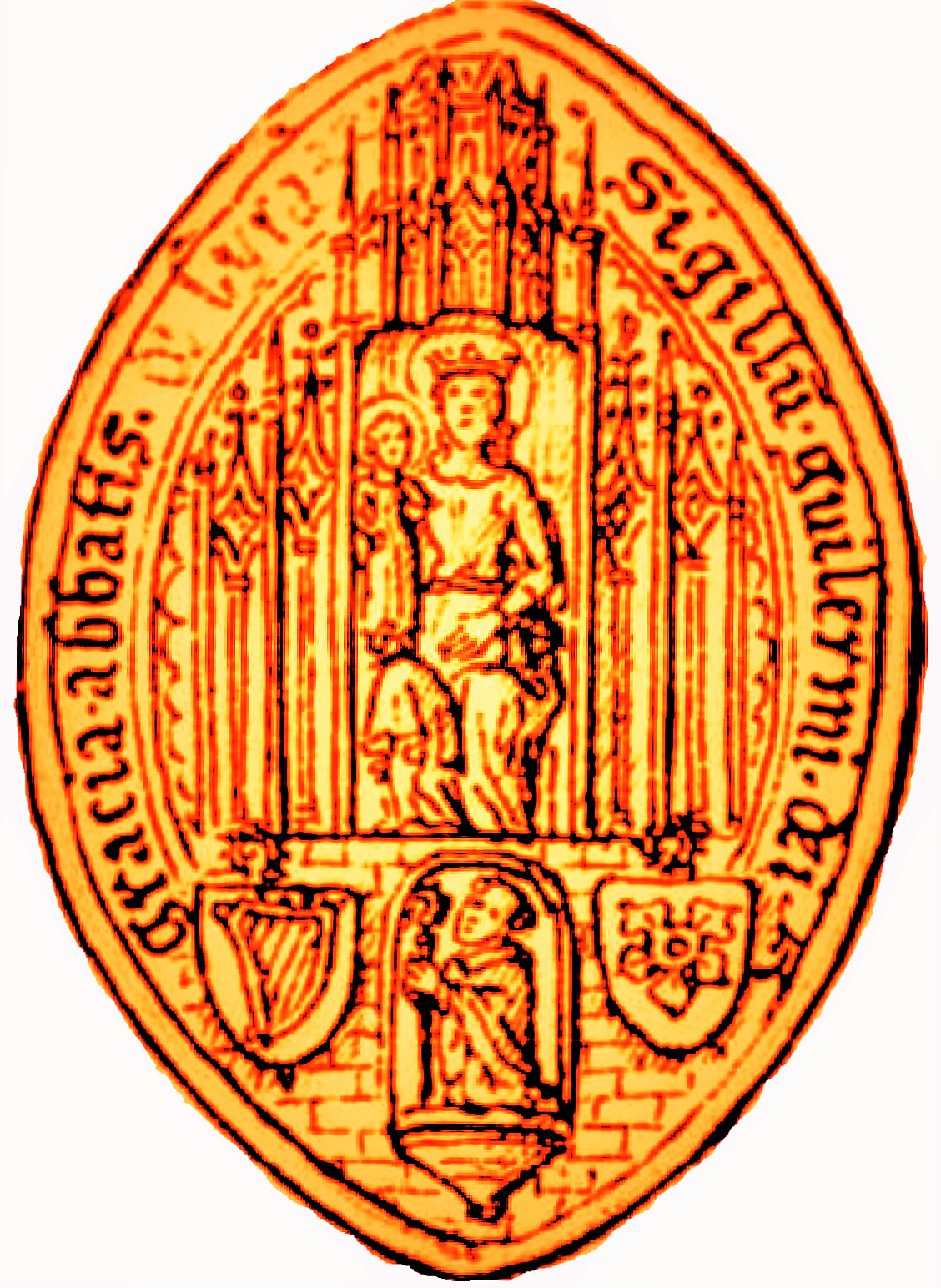
Sceau de l'abbé Guillaume Le Bas.

L'abbaye de Lyre appartient à cette nombreuse génération de monastères qui éclosent au XIe siècle dans le duché de Normandie. Sa fondation, certainement en 1046, est donc presque contemporaine de l'abbaye du Bec ou de celles de Caen (La Trinité et Saint-Étienne). Guillaume Fitz Osbern et sa femme Adelize sont le couple fondateur de l'établissement. Le premier fait partie des barons les plus puissants de Normandie ; cousin et sénéchal du duc, c'est donc un proche de Guillaume le Bâtard. La richesse du personnage rejaillit sur le monastère qui reçoit d'importants biens essentiellement dans le pays d'Ouche mais aussi dans la vallée de l'Andelle, dans le pays de Caux, jusque dans le Bessin. Après la conquête de l'Angleterre (1066) à laquelle participe Guillaume Fitz Osbern, l'abbaye étend son influence outre-Manche. Le sénéchal redistribue en effet aux moines de Lyre une partie des biens anglais que lui a concédés Guillaume le Bâtard. D'après le Domesday Book, l'abbaye fait partie des monastères normands les plus dotés en Angleterre.
Au cours du XIIe siècle, l'abbaye continue à recevoir des dons et des droits tant en Angleterre qu'en Normandie. Ce sont essentiellement des patronages d'églises. Le principal donateur est alors Robert de Leicester, comte de Meulan et proche des  rois d'Angleterre Henri Beauclerc et Étienne de Blois. À la même période, le scriptorium se montre très actif. En témoigne la qualité des manuscrits enluminés que conservent aujourd'hui plusieurs bibliothèques dispersées en Europe (Rouen, Londres, Évreux, Paris). À la tête d'un riche établissement, l'abbé et les moines entreprennent la reconstruction de l'église abbatiale à partir du milieu du XIIe siècle, mais en 1188 un incendie détruit le nouvel édifice. Il est reconstruit en 1199. L'église subsistera jusqu'à la Révolution. En 1204, l'abbaye passe sans difficulté de la domination Plantagenêt à la domination capétienne à la suite du rattachement de la Normandie au domaine royal français.
Au XIIIe siècle, si les dons se tarissent, le monastère poursuit l'extension de sa puissance foncière en achetant des rentes et des terres. En 1269, l'archevêque de Rouen Eudes Rigaud visite l'établissement religieux et compte trente-sept moines mais quinze autres sont installés en Angleterre ou au Pays de Galles dans des prieurés dépendants de Lyre (Carisbrooke, Hinckley, Llangua, Livers Ocle et Wareham).

### Déclin et soubresauts de l'abbaye
L'ordre bénédictin traverse une crise dès le XIIe siècle. Les vocations sont attirées par les nouvelles fondations  cisterciennes puis franciscaines et dominicaines. Le déclin démographique de l'abbaye de Lyre dépend de ce contexte.
La guerre de Cent Ans accélère cette tendance. À deux reprises au moins, le monastère de Lyre est pillé par les Navarrais (vers 1359 et vers 1365). En 1419, la Normandie passe sous occupation anglaise. Dans les années 1430, un nouvel abbé, Guillaume Le Bas, est imposé à Lyre. Il semble que les moines le refusent parce qu'il est favorable aux Anglais. En 1440, l'abbé ne peut prendre possession de son abbaye qu'avec l'aide de soldats. En 1449, les Anglais sont chassés par le roi de France Charles VII. Guillaume le Bas se soumet mais subit toujours la fronde de ses moines. Il doit abandonner son monastère en 1463.
S'ouvre une nouvelle période : celle des abbés commendataires. Le roi nomme à la tête des abbayes ses fidèles pour les récompenser de leur service. Ces abbés, tous de hauts personnages, ne résident pas en général dans l'abbaye, délaissent l'administration à l'un de leurs vicaires et se contentent de toucher une part importante des revenus de l'établissement. Dans la première moitié du XVIe siècle, Jean le Veneur est par exemple abbé commendataire de Lyre. Cardinal, évêque de Lisieux, il possède, outre Lyre, six abbayes dont celles du Mont-Saint-Michel et du Bec. Les revenus abbatiaux reviennent en priorité à l'abbé alors que parallèlement l'abbaye manque d'argent pour financer la réparation de ses bâtiments.
Un sursaut intervient en 1646, avec l'introduction par l'évêque d'Évreux et abbé Jacques II Le Noël du Perron de la réforme de Saint-Maur. De nouveaux moines s'installent à côté des anciens. Ils s'opposent à leur prédécesseurs par la stricte observance de la règle bénédictine et par leur goût pour les travaux scientifiques et généraux. À partir de la fin du XVIIe siècle, les mauristes entreprennent la reconstruction de presque tous les bâtiments claustraux. Toutefois, le faible nombre de religieux (ils ne sont plus que sept en 1698) montre que l'établissement n'a plus du tout l'attractivité qu'il avait au Moyen Âge.
Le roi continue à nommer des abbés commendataires à Lyre. Au XVIIIe siècle, deux d'entre eux sont évêques de Strasbourg et appartiennent à la prestigieuse maison de Rohan. Vers 1759, l'abbaye se dote d'un nouveau dortoir. Son aspect (une longue aile en brique à un étage) nous est connu grâce aux plans d'un moine, dom Miserey.

### La  fin de l'abbaye
Pendant la Révolution française, Lyre connaît le sort de toutes les abbayes du pays : la disparition. L'agonie du monastère se divise en deux phases.
D'abord l'éviction des moines. Le 13 février 1790, l'Assemblée Nationale vote la dissolution des ordres religieux. À Lyre, les moines ne sont que dix (quant à l'abbé, il ne vit pas à l'abbaye). Leur relation avec les villageois de la Vieille-Lyre se dégrade. Si l'on peut imaginer que certains jalousent la richesse du monastère, un événement semble précipiter la dégradation des rapports : dans la nuit du 16 au 17 mai, plusieurs objets précieux sont dérobés dans l'abbaye et une partie de la population accuse volontiers les moines d'être les voleurs. Un climat de méfiance s'instaure. Les mois suivants, les religieux, sauf le prieur et le sous-prieur, sont contraints de rester dans le monastère. Finalement, ils obtiennent l'autorisation de partir. Aucun ne reste.
Deuxième phase, la disparition de l'abbaye elle-même. La liquidation de ses biens, devenus biens nationaux, a commencé dès septembre 1790, avec la vente des fermes d'exploitation. Puis dans les années suivantes, le mobilier est vendu. Quelques mois après, l'église abbatiale devient l'église paroissiale mais, prenant conscience de l'ampleur des dépenses d'entretien, les paroissiens regagnent leur ancien lieu de culte. En novembre 1797, une partie de l'église s'écroule. À la hâte, au début de l'année suivante, on se décide à vendre les bâtiments conventuels. Les acquéreurs n'ont qu'un souci : tirer le plus d'argent des ruines. Ils abattent les murs, arrachent les pierres tombales, et coupent les arbres pour les vendre. En 1804, le plan cadastral de la commune révèle que le monastère a entièrement disparu en dehors d'une partie du logis abbatial.

## Héraldique et sigillographie
Armoiries : 
- À l'origine: d'azur à une harpe d'or

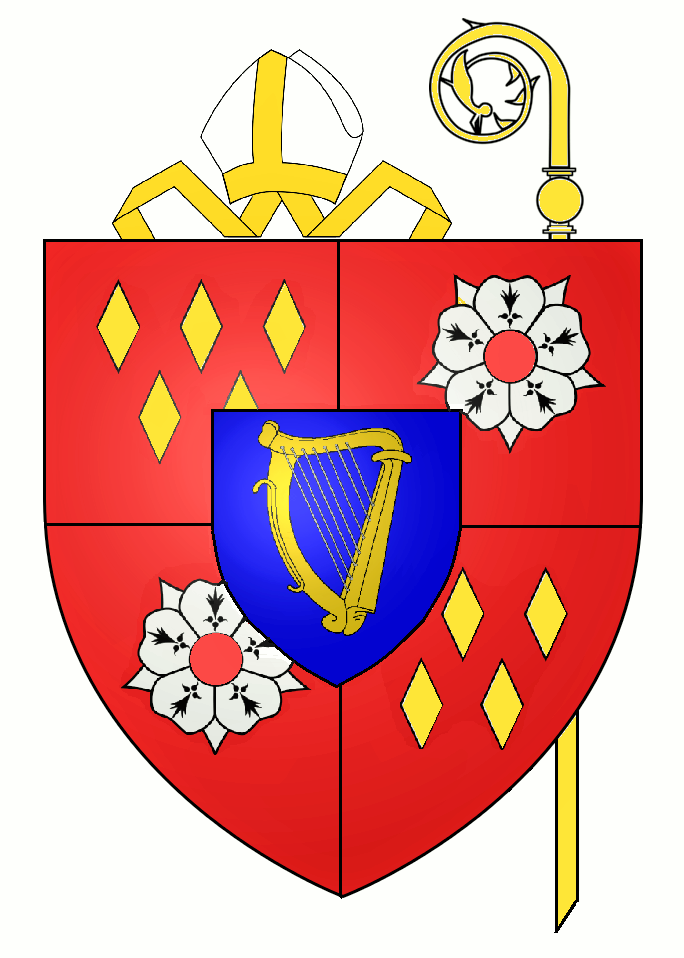

- À partir de 1646 : écartelé aux 1 et 4 de gueules à une quintefeuille d'hermines, aux 2 et 3 de gueules à 5 fusées d'or, 3 et 2, sur le tout d'azur, à une harpe d'or[8].

Sceaux : 
- Jean Ier d'Almenesches, abbé de 1226 à 1241, sceau ogival 53 mm de 1236: l'abbé debout, tête nue, crossé, tenant un livre, accosté d'un croissant et d'un soleil, SIGILLUM JOHANNIS ABBATIE BEATE MARIE DE LIRA (Demay, n° 2814) ;
- Guillaume VII Le Bas, abbé de 1440 à 1463 ;
- Jacques Bretel de Grémonville, abbé de 1670 à 1686, cachet ovale, 25 mm, écu au chevron chargé d'une fleur de lys au sommet et accompagné de trois molettes, sous un chef chargé d'un poisson; surmonté d'une couronne, supporté par deux licornes (Demay, n°2815) ;
- Pierre de Pardaillan de Gondrin d'Antin, évêque de Langres, abbé de Lyre de 1713 à 1733, cachet rond 21 mm : écusson coupé parti de quatre traits, dix quartiers… et sur le tout, un écusson au château surmonté de trois têtes de Maures : timbré d'une couronne ducale entre une mitre et une crosse, sous un chapeau épiscopal, devant un manteau d'hermines, dans un cartouche[9].